# Fundo de quintal
Il Fundo de Quintal  è un gruppo di samba e pagode fondato alla fine degli anni '70.
Formato partendo dal Blocco Carnevalesco Cacique de Ramos, di Rio de Janeiro, il gruppo è diventato un punto di riferimento dello stile musicale pagode.
-
Composto principalmente da sambisti della Scuola di Samba Imperatriz Leopoldinense, il Fundo de Quintal si caratterizza per l'uso di strumenti (finora poco diffusi nelle rodas de samba) come il banjo, o il tam-tam, o come il repique de mão e il repique de anel.-
Il gruppo, che ebbe Beth Carvalho come madrina, incise vari album, alcuni dei quali Disco d'Oro e di Platino. Alcuni del maggiori successi sono "A Batucada Dos Nossos Tantãs", "E Eu Não Fui Convidado", "Boca sem Dente", "Ô, Irene", "O Show Tem Que Continuar", "Do Fundo do Nosso Quintal", "Só pra Contrariar", "Miudinho", "Bebeto Loteria", "Não Vai na Conversa Dela", "Vai Lá Vai Lá", "Parabéns pra Você", "Andei, Andei", "Malandro Sou Eu", "Tô Que Tô", tra gli altri.

## Componenti

### Componenti precedenti
Il gruppo era composto inizialmente da Almir Guineto, Bira Presidente, Jorge Aragão, Neoci, Sereno, Sombrina e Ubirany (morto nel 2020 per complicazioni da Covid-19). Più tardi si aggiunsero al gruppo Arlindo Cruz e Walter Sete Cordas.

### Componenti attuali
Attualmente il gruppo è composto da Ademir Batera, Cleber Augusto, Mário Sérgio, Ronaldinho do Banjo, Sereno, Bira Presidente.

## Storia

### Primi anni: Cacique de Ramos
I Fundo de Quintal nascono alla fine degli anni '70 all'interno del Blocco Carnevalesco Cacique de Ramos, nel quartiere Ramos nel sobborgo della Zona Nord della Regione di Leopoldina, nella città di Rio de Janeiro.
La prima formazione della serie di Samba era composta da Almir Guineto, Bira Presidente, Jorge Aragão, Noeci, Sereno, Sombrinha e Ubirany. I componenti si riunivano tutti i giovedì per suonare canzoni che iniziarono a attrarre l'attenzione di gente importante nel mondo del Samba. Il gruppo suonava musica di sambista famosi e composizioni proprie, con innovazione nel modo di parlare del quotidiano e sempre con ritmi diversi, con l'utilizzo di strumenti non comuni per quel genere di musica, come il banjo, cavaquinho (creato da Guineto), il tamburo tantà (creato da Sereno), il requipe-de-mão e il requipe de anel. Così furono considerato i creatori di uno stile di musica che più tardi influenzò praticamente tutti i gruppi di Pagode, stile musicale derivato dal samba che emerse in quell'epoca.
Nel 1978, Beth Carvalho invitò i componenti del gruppo per partecipare al suo disco "Pé no Chão", prodotto da Rildo Hora,che più tardi produsse vari lavori dei Fundo de Quintal. Nel 1980, la casa discografica RGE pubblico il primo disco del gruppo, "Samba é No Fundo de Quintal", lavoro che fu ben accettato dalla critica musicale dell'epoca.

### Primi avvicendamenti
Nel 1981 Almir Guineto, Jorge Aragão e Neoci lasciarono il gruppo per seguire la carriera da solisti, Lascio il gruppo anche Neocy. Nel frattempo il gruppo duadagno 2 nuovi componenti: Arlindo Cruz e Walter Sete Cordas. Nello stesso anno fu pubblicato il secondo album "Samba é No Fundo de Quintal - Volume 2", che ebbe successo grazie a canzoni come "Bebeto Loteria" (di Gelcy do Cavaco e Pedrinho da Flor), "Você Quer Voltar" (Pedrinho da Flor e Gelcy do Cavaco), "Sou Flamengo, Cacique e Mangueira" (Luiz Carlos), "Prazer da Serrinha" (Hélio dos Santos e Rubens da Silva), "Zé da Ralé" (Almir Baixinho e Diogo) e "Gamação Danada" (Almir e Neguinho da Beija-Flor).
"Nos Pagodes da Vida" fu il terzo album messo in commercio, nel quale si distinsero i successi "Caciqueando" (Noca da Portela), "Encrespou o mar, Clementina" (Walmir Lima e Roque Ferreira), "Enredo do meu samba" (Dona Ivone Lara e Jorge Aragão) e "Te gosto" (Mauro Diniz e Adilson Victor). L'anno seguente, fu lanciato l'LP "Seja Sambista Também", che ebbe come grande successo "Castelo e Cera" (de Arlindo Cruz e Zeca Pagodinho). Altri brani notevoli furono "Cabeça Fria" (Sereno), "Cantei pra distrair" (Tio Hélio), "Toda minha verdade" (Wilson Moreira) e "Canto maior" (Arlindo Cruz, Sombrinha e Dedé da Portela).
Nel 1985, pubblicarono "Divina Luz", quinto album del gruppo, nel quale fu incluso "Minha alegria" (Luiz Grande), "Chega de padecer" (Mijinha), "Parabéns pra você" (Mauro Diniz, Sereno e Ratinho) e il successo "Eu não fui convidado" (Zé Luiz e Nei Lopes).
Due anni dopo, fu pubblicato l'album "Do Fundo do Nosso Quintal", con la partecipazione speciale di Beth Carvalho, nella canzone "Pra Que Viver Assim" (Sombrinha e Adilson Victor), e Martinho da Vila, nella canzone "Mama Lala" (cantiga popular de Angola) e "Clube Marítimo Africano" (degli angolani Felipe Mukenga e Felipe Zau).

### Maggiori successi e primo LP dal vivo
Abbastanza conosciuti nel mercato musicale, il gruppo ottiene maggior successo con l'album "Ciranda do Povo", del 1989, con le canzoni: "Miudinho, Meu Bem, Miudinho" (Franco e Arlindo Cruz), "Não valeu" (Franco, Arlindo Cruz e Marquinhos PQD), "Coração andorinha" (Beto Sem Braço e Luiz Carlos da Vila) e "Folha de zinco" (Jurandir da Mangueira e Ratinho).
L'anno successivo pubblicarono "Ao Vivo", primo lavoro registrato in concerto. Nel 1991 il gruppo pubblicò l'album "É Aí Que Quebra A Rocha do Fundo de Quintal", che ebbe successo con le canzoni "Pagodeando" (Sereno e Noca da Portela), "Quantos Morros Já Subi" (Arlindo Cruz e Mário Sergio e Pedrinho da Flor) e "Aquela Dama" (Arlindo Cruz e Jorge David e Acyr Marques). Con la pubblicazione dell'LP "A Batucada dos Nossos Tantãs" nel 1993, il gruppo ottenne il successo con la canzone che dà il titolo all'album (Adilson Gavião, Sereno e Robson Guimarães), "Um Lindo Sonho" (Arlindo Cruz e Mário Sergio) e "Coisas Do Passado" (Cleber Augusto e Djalma Falcão).
L'anno dopo, pubblicarono "Carta Musicada" che ebbe come successi "Vai Lá Vai Lá" (Moisés Santiago, Alexandre Silva e André Rocha), "O Nó Da Gravata"(Márcia Martins e Carlos Colla) e "Nos Quintais Do Mundo" (Luizinho e Mário Sergio).

### Retrospettiva
Nell'album "Palco Iluminado", del 1995, il gruppo fece un disco in retrospettiva sulla loro carriera con alcuni dei loro successi e qualche inedito come "Juras" (Noca da Portela, Darcy de Paulo e Toninho Nascimento), "Mistura de pele" (Sereno), "Amor dos deuses" (Ronaldinho do Banjo e Mário Sérgio), "Por todos os santos" (Nélson Rufino e Carlinhos Santana) e un brano che dà il nome all'album, (Cléber Augusto e Djalma Falcão).
L'anno dopo fu pubblicato l'album "Ondas Do Partido", con un accento sui brani "Vem Sambar, Vem Sambar", "Felicidade Pede Bis" e "Testemunhas Do Amor". Il 1997 è la volta dell'album "Livre Pra Sonhar" e, l'anno dopo, "Fundo de Quintal e Convidados", con brani di rilievo come "Nem Lá Nem Ca", "Merece Respeito" e "Amor Dos Deuses". Nel 1999 fu la volta dell'album "Chega Pra Sambar".
Nel 2000 la casa discografica BMG lanciò l'album dal vivo "Simplicidade", nel quale il gruppo interpretò alcuni dei suoi successi. Nello stesso anno la casa discografica RGE mette sul mercato in Compact disc tutti gli album precedentemente pubblicati in vinile. (LP). Nel 2001 la BMG e con la produzione di Rildo Hora, il gruppo pubblica il disco "Papo de Samba", il 21º della loro carriera. In quest'album furono inclusi brani dei partecipanti del gruppo, come "Numa Casa Véia" (Mário Sérghio, Sereno e Ronaldinho do Banjo), così come altri compositori importanti, "Peregrinação" (Monarco e Mauro Diniz).
Nel 2002, il gruppo registro dal vivo nel Blocco Carnevalesco "Cacique de Ramos" l'album "Fundo de Quintal - Cacique de Ramos" che ebbe molte partecipazioni speciali, tra cui alcuni ex-componenti del gruppo, Almir Guineto, Sombrinha, Arlindo Cruz e Jorge Aragão, in più i sambisti e amici Zeca Pagodinho e Beth Carvalho. Nello stesso anno i Fundo de Quintal parteciparono alla registrazione del CD/DVD "Jorge Aragão Ao Vivo Convida".

### Anni recenti
Nel 2003, assieme a Beth Carvalho, Zeca Pagodinho e Dudu Nobre i Fundo de Quintal furono una delle attrazioni speciali del Festival Fabbrica di Samba (Festival Fábrica do Samba) presentato nel Maracanãzinho a Rio de Janeiro. Ancora in quell'anno fu pubblicato l'album Festa pra comunidade e il chitarrista Cleber Augusto lasciò il gruppo per seguire la carriera di solista.
La nuova formazione dei Fundo de Quintal è composta da Ademir Batera (batteria), Mário Sérghio (cavaquinho e voce), Ronaldinho (cavaquinho e banjo), Sereno (voce e tan-tan), Bira Presidente (Pandeiro e voce) e Ubirany (voce, repique e caizinha).

## Discografia
- 1980 - Samba é No Fundo de Quintal - Vol.1
- 1981 - Samba é No Fundo de Quintal - Vol.2
- 1983 - Nos Pagodes da Vida
- 1984 - Seja Sambista Também
- 1985 - Divina Luz
- 1986 - O Mapa da Mina
- 1987 - Do Nosso Fundo de Quintal
- 1988 - O Show tem Que Continuar
- 1989 - Ciranda do Povo
- 1990 - Ao Vivo
- 1991 - È Aí Que Quebra a Rocha
- 1993 - A Batucada dos Nossos Tantãs
- 1994 - Carta Musicada
- 1995 - Palco Iluminado
- 1996 - Nas Ondas do Partido
- 1997 - Livre Pra Sonhar
- 1998 - Fundo de Quintal e Convidados
- 1999 - Chega Pra Sambar
- 2000 - Nosso Grito
- 2000 - Simplicidade - Ao Vivo
- 2001 - Papo de Samba
- 2002 - Ao Vivo no Cacique de Ramos
- 2003 - Festa Pra Comunidade
- 2004 - Ao Vivo Convida
- 2006 - Pela Hora
- 2008 - O quintal do samba
- 2008 - Samba de Todos os Tempos
- 2009 - Vou Festejar